# 광신주의
광신주의(狂信主義)는 자신의 신념을 너무 믿어 이성적인 판단을 못하는 상태를 말한다. 철학자 조지 산타야나는 광신주의를 "당신이 당신의 목표를 잊었을 때 당신의 노력을 배가시키는 것"으로 정의하고 있다. 매우 엄격한 기준을 보이며 반대되는 아이디어나 의견에 대한 인내심이 거의 없다.

## 원인
광신주의는 여러 문화들이 다른 문화와 소통함에서 비롯되는 것이다. 대개 지도자가 이미 기존제 존재하던 믿음에 사소한 변화를 줄 때 주로 발생하며 이후 추종자들이 광란에 빠지게 된다.

## 같이 보기
- 혁명의 해부
- 열광
- 극단주의
- 반증 가능성
- 팬
- 고착
- 강박장애
- 열심당